# Podgradina (Slivno)
 Podgradina falu Horvátországban, Dubrovnik-Neretva megyében. Közigazgatásilag Slivnohoz tartozik.

## Fekvése
Makarskától légvonalban 54, közúton 67 km-re délkeletre, Pločétől légvonalban 11, közúton 16 km-re délkeletre, községközpontjától légvonalban 2, közúton 3 km-re délnyugatra Neretva völgyének alsó részén, Opuzen déli szomszédságában, a Kis-Neretva bal partján fekszik.

## Története
A település nevét a felette magasodó hegyen álló várról kapta. („Gradina” magyarul várromot jelöl, a „pod” elöljáró pedig alatt jelentésű.)  A falu magasabban fekvő területei már ősidők óta lakottak voltak, melyet az itt található illír halomsírok is bizonyítanak. Brštanik várának helyén az ókorban római erőd állt, mely valószínűleg szintén illír alapokon épült. A horvátok őseinek érkezése után a 8. századtól ez a terület a Ston székhelyű zahumi kenézséghez tartozott. A várat a 12. században említik először Miroslav humi kenéz birtokaként, majd a limi Szent Péter és Pál kolostor birtoka volt. 1382-ben I. Tvrtko bosnyák király megerősíttette. Brštanik vára stratégiailag fontos helyen, a Neretva torkolata közelében állt, ahonnan a tengerről a folyó mentén a szárazföld belseje felé menő kereskedelmi utat lehetett ellenőrizni. Ebben az időben a vár alatti Lovronikán vásáros hely és sóraktárak voltak, a folyóparton pedig hajóépítő műhely működött. 1395 után már sem a várat sem a vásáros helyet nem említik a középkori források. 1472-ben a raguzaiak, 1483-ban a török rombolta le. A török uralom idején ez a térség csaknem teljesen lakatlan volt. A török uralom után a terület a Velencei Köztársaság része lett.
A török alóli felszabadítás után két hullámban a szomszédos Hercegovinából érkezett horvát ajkú lakosság telepedett itt le. Az első telepesek már 1686-ban megérkeztek és legelőször Opuzen környékét népesítették be. Slivno felszabadítása után népesültek be a slivnoi falvak. A második nagyobb hullám az ún. kis háború (1714-1718) idején érkezett. Már rögtön a felszabadulás után 1689-ben megalapították a slivno ravnoi plébániát. A velencei uralomnak 1797-ben vége szakadt és osztrák csapatok vonultak be Dalmáciába. 1806-ban az osztrákokat legyőző franciák uralma alá került, de Napóleon lipcsei veresége után 1813-ban újra az osztrákoké lett. A településnek 1880-ban 449, 1910-ben 718 lakosa volt. 1918-ban az új szerb-horvát-szlovén állam, majd később Jugoszlávia része lett. A második világháború idején a Független Horvát Állam része volt. A háború után a szocialista Jugoszlávia része lett. 2011-ben 227 lakosa volt, akik főként a mezőgazdaságból éltek.

## Népesség
| Lakosság változása | Lakosság változása | Lakosság változása | Lakosság változása | Lakosság változása | Lakosság változása | Lakosság változása | Lakosság változása | Lakosság változása | Lakosság változása | Lakosság változása | Lakosság változása | Lakosság változása | Lakosság változása | Lakosság változása | Lakosság változása |
| ------------------ | ------------------ | ------------------ | ------------------ | ------------------ | ------------------ | ------------------ | ------------------ | ------------------ | ------------------ | ------------------ | ------------------ | ------------------ | ------------------ | ------------------ | ------------------ |
| 1857               | 1869               | 1880               | 1890               | 1900               | 1910               | 1921               | 1931               | 1948               | 1953               | 1961               | 1971               | 1981               | 1991               | 2001               | 2011               |
| 0                  | 0                  | 449                | 517                | 603                | 718                | 0                  | 823                | 930                | 926                | 866                | 782                | 511                | 382                | 314                | 227                |

(Lakosságát 1857-ben, 1869-ben és 1921-ben Slivno Ravnohoz számították. 1991-ben területének egy részéből alakították ki Buk-Vlaka települést. 2001-ben Zavala kiválásával csökkent a lakossága.)

## Nevezetességei
- A település felett találhatók Brštanik középkori várának maradványai. Brštanikot a 12. században építették egy római erőd alapfalain. 1382-ben I. Tvrtko bosnyák király újjáépíttette és megerősíttette. Ebben az időben a vár alatt vásáros hely és sóraktárak voltak, a folyóparton pedig hajóépítő műhely működött. 1395 után már sem a várat sem a vásáros helyet nem említik a középkori források. A várat 15. században lerombolta a török, de 1686-ban a velenceiek újjáépítették és 1878-ig őrség állomásozott benne. 1886-tól kolerás betegeket ápoltak itt. 1938-ban a vár sajnálatosan leégett, azóta csak a romjai láthatók
- A Brštanik várától északnyugatra fekvő temetőben álló Szent Rókus templom a 18. század második felében épült. 1759-ben a Legszentebb Oltáriszentség Testvériségének szabályzatában említik először. 1893-ban négy méterrel meghosszabbították és két méterrel megemelték. A homlokzat tetején áll három harang számára kialakított harangtornya, a homlokzat rózsaablakát, az ablakokat, valamint a kapuzat kőkeretét Petar Juričević korčulai mester faragta. Ekkor vásárolták Tirolból Szent Rókus szobrát is. A templom étépítését a bejárat feletti tábla örökíti meg. A templomban két festmény található, melyek Jézus szívét és Mária szívét ábrázolják. Mindkettő Filippi veronai mester alkotása 1855-ből. 1972-ben az újabb liturgikus előírásoknak megfelelően rendezték át a szentélyt és szembemiséző oltárt állítottak. A régi oltárkép a Szeplőtelen fogantatás, Szent Rókus és Keresztelő Szent János alakjával ismeretlen mester alkotása az oltár mögötti falra került. A beton kórust 1967-ben építették.

## Gazdaság
A település gazdaságának alapját a mezőgazdaság adja. A II. világháborút követő vízrendezési munkák során nagy területeket hódítottak el a Neretva deltavidékét elfoglaló mocsártól, ahol intenzív mezőgazdasági termelés indult meg. Ezen a területen ma kiterjedt mandarin, szőlő, füge és olajfaültetvények találhatók.